# Thomas Königs
Thomas Königs (* 8. Dezember 1956 in Nürnberg; † 2. Mai 2019) war ein deutscher klassischer Gitarrist und Professor für Gitarre.

## Biografie
Thomas Königs studierte 'klassische Gitarre' am Meistersinger-Konservatorium in seiner Heimatstadt Nürnberg von 1974 bis 1978. Danach folgte ein künstlerisches Aufbaustudium an der Hochschule für Musik und darstellende Kunst Frankfurt am Main bei Heinz Teuchert.
Mit 23 Jahren erhielt Thomas Königs einen Lehrauftrag am Leopold-Mozart-Konservatorium der Stadt Augsburg. Von 1999 bis 2007 unterrichtete er an der Hochschule für Musik Nürnberg-Augsburg, am Standort Augsburg. Im Oktober 2007 wechselte er an die Hochschule für Musik Nürnberg um hier eine Gitarrenklasse zu unterrichten.
Thomas Königs ist neben seinen Gitarren- und Lautenrezitalen häufig in unterschiedlichen kammermusikalischen Besetzungen zu hören. Besonders sind hier die Zusammenarbeit mit den Sängerinnen Janet Chvatal und Suzan Zeichner sowie die langjährige künstlerische Partnerschaft mit dem amerikanischen Gitarristen Bruce Banister zu erwähnen.
Am 24. April 2019 erlag er seinem ALS (Amyotrophe Lateralsklerose) Leiden und hinterlässt eine Frau und eine Tochter. Diese setzten sich seit der ALS Diagnose aktiv für die Erforschung der Krankheit ein und gründeten den gemeinnützigen Verein niemALS aufgeben e.V.

## Diskografie
- 'Bajo la palmera‘ (Aurophon, AU 34061 CD) - Duo Banister – Königs
- 'Segoviana’ (GRG 1996.03) – solo
- ’Impressionen’ - Musik der Jahrhundertwende um 1900 (Xolo CD 1029) - solo